# Hirofumi Nakasone
Hirofumi Nakasone (中曽根 弘文, Nakasone Hirofumi), né le 28 novembre 1945 à Takasaki dans la préfecture de Gunma, est un homme politique japonais, membre du Parti libéral démocrate (PLD). Il est élu à la Chambre des conseillers, la chambre haute de la Diète du Japon, pour la préfecture de Gunma depuis 1986. Il fut ministre des Affaires étrangères dans le 92e cabinet du Japon dirigé par Tarō Asō du 24 septembre 2008 au 16 septembre 2009.

## Origines, formation et carrière professionnelle
Hirofumi Nakasone est le fils aîné de Yasuhiro Nakasone, qui fut le 45e Premier ministre du Japon de 1982 à 1987, et de son épouse Tsutako.
Titulaire d'un Bachelor's degree en Commerce de la faculté de gestion et de commerce de l'université Keiō de Tōkyō en 1968, il travaille ensuite pendant quinze ans au sein du groupe chimique Asahi Kasei Corporation.
Après avoir réalisé une carrière au sein de la firme chimique Asahi Kasei, il quitte le privé en 1983 pour devenir secrétaire particulier de son père, désormais Premier ministre. Cela lui sert de tremplin pour son entrée en politique.
Il se marie avec Mariko Maekawa, petite-fille de l'homme d'affaires Kisaku Maekawa.

## Carrière politique
Il entre en politique alors que son père se trouve encore au Kantei, et obtient en 1986 l'un des deux sièges renouvelés lors de ce scrutin représentant sa préfecture natale de Gunma à la Chambre des conseillers, la chambre haute de la Diète du Japon.
Gunma passe comme le fief électoral de deux poids lourds du PLD, l'ancien Premier ministre Takeo Fukuda et le chef du gouvernement de l'époque Yasuhiro Nakasone. En effet, ces deux hommes, tous deux natifs de Takasaki, étaient élus à la Chambre des représentants pour l'ancien 3e district de la préfecture. L'assise locale des deux familles est particulièrement forte : outre Hirofumi Nakasone, est réélu en 1986 comme conseiller pour Gunma le frère de Takeo Fukuda, Hirokazu Fukuda, qui a représenté la préfecture à la chambre haute de 1980 à 1992. Quoi qu'il en soit, le prestige de son nom permet à Hirofumi Nakasone d'obtenir le meilleur score des élections à la Chambre des conseillers de 1986 dans la préfecture de Gunma alors qu'il s'agit de sa première campagne, réunissant plus de 364 000 voix et 34,4 % des suffrages exprimés. Il est réélu en arrivant de nouveau en première position du scrutin en 1992 (avec 281 834 votes soit 34,71 % des suffrages) et en 1998 (303 032 voix, 33,72 %), à la seconde place en 2004 (276 229 votes et 30,27 %, il arrive derrière le candidat démocrate Yukio Tomioka) et en est l'unique élu (puisque le nombre de conseillers représentant la préfecture de Gunma a été ramené progressivement de 4 à 2 en raison des évolutions démographiques) pour le scrutin de 2010 (avec 558 659 suffrages et 60,57 %, il obtient presque le double du score de l'autre conseiller sortant, le démocrate Tomioka).

### La faction au sein du PLD
Au sein du PLD, il adhère tout naturellement à ce qui est encore à cette époque la faction de son père, l'Institut de recherche en sciences politiques (政策 科学 研究所, Seisaku Kagaku Kenkyūjo), l'un des principaux groupes internes au parti dans les années 1980 et 1990, défendant généralement des positions conservatrices voire traditionalistes et reprenant notamment les thèses de la révolution conservatrice définies à cette époque par Ronald Reagan ou Margaret Thatcher.
Lorsque cette faction éclate en 1998 entre une aile plutôt libérale et réformatrice conduite par Taku Yamasaki et une autre plutôt méfiante à l'égard des réformes libérales et souhaitant se concentrer sur les questions sociales et de société (donc plutôt conservatrice au sens traditionnel du terme) emmenée par Masakuni Murakami et Shizuka Kamei, Hirofumi Nakasone (à l'instar de son père) choisit cette dernière tendance qui prend le nom de Groupe pour un leadership volontaire (志帥会, Shisuikai). Aujourd'hui dirigé par l'ancien ministre Bunmei Ibuki, le Shisuikai est plus généralement connu sous le nom de faction Ibuki (伊吹派, Ibuki-ha).
Cette faction s'est particulièrement opposée aux réformes libérales des gouvernements de Jun'ichirō Koizumi puis de Shinzō Abe, et tout particulièrement le projet de privatisation de la poste japonaise en 2005. Celui-ci pousse même une partie du groupe, emmenée par Shizuka Kamei, à quitter le PLD pour fonder un parti dissident, le Nouveau parti du peuple. Si Hirofumi Nakasone reste fidèle alors à la majorité, il s'oppose tout-de-même fortement à cette privatisation et il est considéré comme l'un des principaux artisans du rejet de ce texte, le 8 août 2005, par la Chambre des conseillers (par 125 voix contre 108), poussant à cette époque Koizumi à dissoudre la Chambre des représentants pour tenter d'obtenir la majorité nécessaire pour passer la réforme en force malgré l'opposition de la chambre haute (il lui faut alors la voix des 2/3 au moins des représentants, majorité qu'il obtiendra assez largement à la suite d'une campagne transformée en un véritable plébiscite de sa politique).
C'est également par conservatisme que la faction Kamei puis Ibuki (et en son sein Nakasone) a plutôt dans son ensemble toujours soutenu, en 2006, 2007 puis finalement 2008, la candidature du populiste Tarō Asō, partisan d'un ralentissement des réformes libérales, d'une baisse des impôts, d'un maintien d'un certain niveau d'aides sociales et du rejet de la politique de rigueur budgétaire prônée jusque-là. Hirofumi Nakasone reste membre de cette faction jusqu'en 2010, date de son élection à la tête du groupe PLD à la Chambre des conseillers à partir de laquelle il se présente désormais comme « sans faction ».
Hirofumi Nakasone est affilié au très influent et ouvertement révisionniste lobby Nippon Kaigi, dont il a même co-présidé la vitrine au sein de la Diète.

### Les premières responsabilités
Hirofumi Nakasone obtient assez rapidement son premier poste au sein de l'administration gouvernementale (sans pour autant être membre alors du cabinet) en étant nommé vice-ministre parlementaire auprès du ministre du Commerce international et de l'Industrie (MITI) Eiichi Nakao (également issu de la faction Nakasone) dans le 77e Cabinet du Japon et le second dirigé par Toshiki Kaifu, du 29 décembre 1990 au 5 novembre 1991.
De retour à la Diète, il occupe des fonctions d'importances dans des commissions influentes de la Chambre des conseillers : il est ainsi président de la Commission spéciale du Commerce et de l'Industrie de 1993 à 1995, puis 1er vice-président du Comité des affaires de la Diète du PLD à la Chambre haute de 1996 à 1997, président de la Commission spéciale des Règles et de l'Administration de 1997 à 1998 et enfin de celle de gestion des dettes de la Corporation des installations de la Japan National Railway de 1998 à 1999. Il est également chef du bureau politique de son parti à la Chambre à partir de juillet 1998.
Il se fait connaître au parlement pour son travail législatif important en matière de sécurité et d'éthique industrielle et donc de lutte contre la pollution (étant lui-même issu du milieu de l'industrie chimique), dont une proposition de loi luttant contre les émissions de dioxines.

### La réforme de l'éducation
Hirofumi Nakasone finit par obtenir son premier poste ministériel le 5 octobre 1999, le Premier ministre Keizō Obuchi le nommant, à la faveur d'un remaniement de son gouvernement, ministre de l'Éducation et de la Culture ainsi que ministre d'État directeur de l'Agence de la Science et de la Technologie. Il le reste dans le 1er cabinet de Yoshirō Mori, jusqu'au 4 juillet 2000. Et s'il perd ce ministère dans le gouvernement suivant, le second de Yoshirō Mori, ce dernier fait de Nakasone son conseiller spécial à la réforme de l'éducation, du 18 juillet 2000 au 26 avril 2001. Et, une fois son retrait du gouvernement, il est resté une personnalité très active sur ces questions et a donc été un acteur majeur du processus de réforme du système éducatif lancé depuis la fin des années 1990 et les années 2000 et qui a connu un nouveau souffle à partir de 2006 avec le grand projet d'amendement de la loi fondamentale sur l'éducation de 1947 (il a participé à sa rédaction en tant que président de la commission spéciale de la Chambre des conseillers sur la Loi fondamentale de l'éducation de 2006 à 2007).
La réforme de l'éducation était déjà l'un des piliers du discours politique de Yasuhiro Nakasone lorsqu'il était Premier ministre et reste l'une des principales revendications des membres de la faction Nakasone devenue depuis la faction Kamei puis la faction Ibuki. En effet, cette tendance considère que le Japon connaît une perte de ses valeurs et repères traditionnels, notamment le respect et l'esprit communautaire, et reproche beaucoup au système éducatif mis en place après la Seconde Guerre mondiale, sur un modèle américain et donc occidental, d'être largement responsable de ce fait. Nakasone puis ses partisans après lui défendent l'idée notamment de voir réintroduire des cours enseignant les pratiques traditionnelles japonaises, mais également des leçons de morale voire de patriotisme.
Hirofumi Nakasone a toutefois toujours fait figure de modéré au sein de cette mouvance. Ainsi, tout en étant un ardent défenseur de la réforme de la loi fondamentale de 1947, il défend l'idée du renforcement de l'enseignement de l'anglais dès le plus jeune âge (alors que l'un de ses successeurs, Bunmei Ibuki, ministre de l'Éducation qui lancera la grande réforme de 2006, et figure de l'ancienne faction Kamei qu'il dirige aujourd'hui, a critiqué l'enseignement de l'anglais à l'école primaire).
Il s'est attaché également à calmer les tensions avec les pays voisins (dont surtout la Corée du Sud) nées de ce qui a été appelé à la fin des années 1990 et au début des années 2000 la « guerre des manuels », à savoir la minimisation par les manuels d'histoire japonais de certains crimes de guerre de l'ère Shōwa, voire l'introduction d'éléments révisionnistes. Ainsi, Hirofumi Nakasone fut le premier ministre de l'Éducation japonais de l'après-guerre à s'être rendu en Corée du Sud. De plus, il est toujours resté très actif au sein des groupes parlementaires militant pour un réchauffement des relations entre les deux pays (notamment comme secrétaire général de la ligue des parlementaires japonais et sud-coréens ainsi que figure influente de la commission du PLD chargée des affaires concernant la péninsule coréenne).

### Ministre des Affaires étrangères

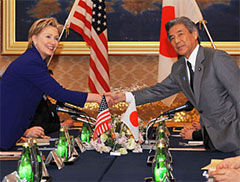
Hirofumi Nakasone et son homologue américaine Hillary Clinton en 2009.

S'il reste toujours très présent au parlement sur les questions d'éducation mais également de la réforme de la constitution, et s'il garde une forte influence au sein de la chambre haute (comme en témoigne son rôle joué dans le rejet par cette assemblée du projet de privatisation de la poste en 2005, ou encore le fait qu'il a présidé l'importante commission du Budget de 2004 à 2006), Hirofumi Nakasone doit à son opposition à la politique libérale de Jun'ichirō Koizumi le fait qu'il reste écarté du Cabinet pendant plus de 7 ans. Il faut attendre en effet l'élection le 24 septembre 2008 du champion de l'aile conservatrice du parti, Tarō Asō, dont il est un partisan, pour le voir revenir au gouvernement.
Il est alors nommé ministre des Affaires étrangères du Japon. Connu pour être un profond partisan de la coopération avec la Corée du Sud, il s'inscrit, dès son entrée en fonction, dans la continuité de la politique de rapprochement avec la république populaire de Chine engagée depuis 2007 par l'ancien Premier ministre Yasuo Fukuda et par son prédécesseur à la tête de la diplomatie japonaise Masahiko Kōmura. Il a ainsi déclaré lors de sa première conférence de presse en tant que ministre des Affaires étrangères : « Le gouvernement va renforcer les relations avec les États-Unis, tout en développant la coopération avec les pays voisins, dont la Chine et la Corée du Sud ».
Faisant donc figure de « colombe » au sein des partisans d'Asō, sa nomination est vue par beaucoup comme le moyen de rassurer les partenaires internationaux du Japon (dont surtout la Chine et la Corée du Sud) et de tempérer par la même occasion l'image de faucon nationaliste que s'est tissée depuis plusieurs années Tarō Asō à coup de déclarations fracassantes.

### Président du groupe PLD à la Chambre haute
Lors des élections législatives du 30 août 2009, le Parti démocrate du Japon (PDJ, principale force d'opposition au PLD depuis 1998 et qui contrôlait déjà depuis 2007 la Chambre des conseillers) obtient le pouvoir et son président, Yukio Hatoyama, succède à Tarō Asō comme Premier ministre le 16 septembre suivant. Pour sa part, Hirofumi Nakasone laisse le ministère des Affaires étrangères à Katsuya Okada.
Après sa nette réélection lors du renouvellement de la moitié des membres de la Chambre des conseillers du 11 juillet 2010 (scrutin qui voit certes le PDJ rester le premier parti en nombre de voix et de sièges à la chambre haute, mais lui fait perdre la majorité absolue qu'il y détenait avec ses partenaires de coalition tandis que le PLD augmente sa représentation), Hirofumi Nakasone décide de se présenter à l'élection du nouveau président du groupe libéral-démocrate dans cette assemblée. Il s'oppose à Shūzen Tanigawa (76 ans), secrétaire général (et donc numéro 2) sortant du groupe qui est soutenu par les dirigeants des trois principales factions du parti (le Seiwakai de Nobutaka Machimura, le Heiseikai de Fukushirō Nukaga et le Kōchikai de Makoto Koga). Nakasone fait campagne sur le thème du rajeunissement de la direction du mouvement et la fin du système de répartition des postes d'importance sur la base de l'ancienneté ou du jeu des factions. Afin de symboliser cette promesse, il démissionne de son propre groupe de pression interne, le Shisuikai. Il reçoit le soutien de plusieurs figures de la jeune génération des quadragénaires et quinquagénaires, et tout particulièrement de l'ancien Premier ministre Shinzō Abe. Le jour du scrutin le 11 août 2010, Nakasone et Tanigawa arrivent à égalité, avec 40 voix chacun sur les 82 membres du groupe. Selon les statuts du parti, le vainqueur doit alors être désigné à la courte paille, et Nakasone l'emporte,.
Il nomme le 19 août 2010 des conseillers issus de sa génération ou de la jeune garde au sein de la direction du groupe PLD : l'ancien ministre de l'Éducation de Jun'ichirō Koizumi (de 2005 à 2006) Kenji Kosaka (64 ans, membre de l’Heiseikai qui a activement soutenu Nakasone dans sa campagne) comme secrétaire général, l'un de ses plus proches alliés Ichita Yamamoto (52 ans, l'autre conseiller pour la préfecture de Gunma, ancien membre du Seiwakai devenu non-affilié en même temps que Nakasone en août 2010) comme président du Conseil politique et Masashi Waki (65 ans, membre également de l’Heiseikai, le seul membre de cette nouvelle direction à avoir soutenu Tanigawa) comme président du Comité des affaires parlementaires[réf. nécessaire].

## Intérêts et activités extra-professionnels
Hirofumi Nakasone fut le capitaine de l'équipe de hockey sur glace de son université lorsqu'il était étudiant.

## Soutien de l’Église de l'Unification
Dans un de ses sermons de 2005, Sun Myung Moon, le fondateur de l’Église de l'Unification, affirme que les membres de son organisation religieuse ont contribué à la victoire de Hirofumi Nakasone lors de l’élection de 2004 et que ce soutien continue celui donné à son père Yasuhiro Nakasone.